# タッパン湖
タッパン湖 (Lake Tappan) は、アメリカ合衆国のニューヨーク州とニュージャージー州の境界部にある湖。ハッケンサック川上のタッパンダムにより、1967年にできた人造湖。ニュージャージー州側はバーゲン郡のリバー・ベールとオールド・タッパンに、ニューヨーク州側はロックランド郡のオレンジタウンに含まれる。面積は1,255エーカー（5.1km²）。
湖はスエズ・ノース・アメリカ社が所有している。
釣りの名所として近隣の釣り人から人気があり、鯉、ブルーギル、バス、ナマズなどが生息している。
かつてUFO騒動に見舞われており、1998年に飛行船型のUFOを多数の住人が目撃した。